# 포희성
포희성은 조선민주주의인민공화국의 정치인이다. 2.8직동청년탄광 대표이자 조선로동당 중앙검사위원회 위원이다. 

## 학력
김책공업종합대학에서 공학박사 학위를 받았다. 

## 경력
평안남도 순천지구청년탄광연합기업소 소속으로 무연탄을 주로 생산하여 평양화력발전소 등에 석탄을 공급하는 2.8직동청년탄광에서 1999년부터 기사장으로 재직했고, 현재 2.8직동청년탄광 대표다. 2009년 김정일로부터 로력영웅 칭호를 받았다.
2009년 3월 최고인민회의 선거 제163호선거구에서 제12기 대의원으로 선출되었다. 
2016년 5월 제7차 당대회에서 조선로동당 중앙검사위원회 위원에 선출되었다.